# 塞纳河畔维莱讷 (塞纳-马恩省)
塞纳河畔维莱讷（法語：Vulaines-sur-Seine，法語發音：[vylɛn syʁ sɛn] ⓘ）是法国法蘭西島大區塞纳-马恩省的一个市镇，属于枫丹白露区。 

## 地理
塞纳河畔维莱讷（48°25'52"N, 2°46'0"E）面积4.42 平方千米，位于法国法蘭西島大區塞纳-马恩省，该省份为法国北部内陆省份，北起瓦兹省，西接埃松省、马恩河谷省、塞纳-圣但尼省和瓦兹河谷省，南至卢瓦雷省，东南接约讷省，东临马恩省和奥布省，东北接埃纳省。
与塞纳河畔维莱讷接壤的市镇（或旧市镇、城区）包括：埃里西、萨莫罗、塞纳河畔香槟、塞纳河畔萨穆瓦。
塞纳河畔维莱讷的时区为UTC+01:00、UTC+02:00（夏令时）。

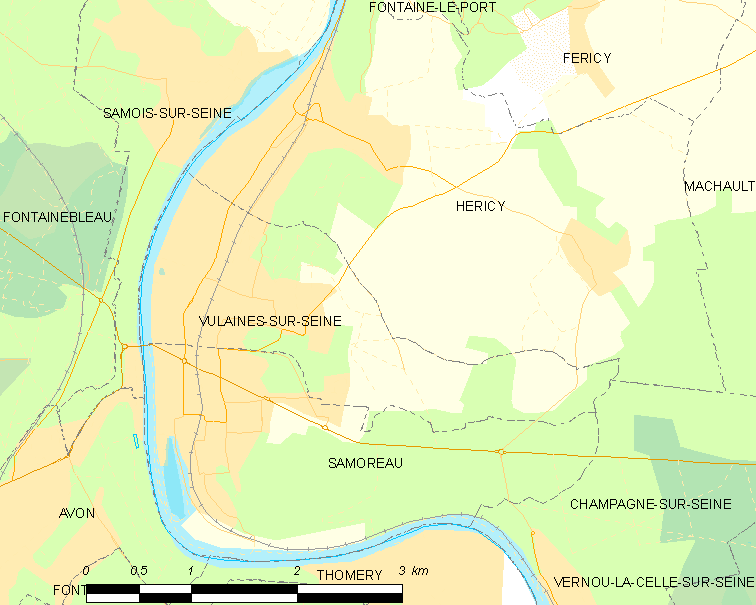
塞纳河畔维莱讷的OSM定位图

## 行政
塞纳河畔维莱讷的邮政编码为77870，INSEE市镇编码为77533。

## 政治
塞纳河畔维莱讷所属的省级选区为枫丹白露县。

## 人口

1962-2008年间塞纳河畔维莱讷人口变化图示

塞纳河畔维莱讷于2022年1月1日时的人口数量为2720人。